# Manulea diandra
Manulea diandra är en flenörtsväxtart som beskrevs av O.M. Hilliard. Manulea diandra ingår i släktet Manulea och familjen flenörtsväxter. Inga underarter finns listade i Catalogue of Life.